# Wilde gerst
Wilde gerst (Hordeum spontaneum, synoniem: Hordeum vulgare subsp. spontaneum) is een voorouder van gerst en behoort tot de familie Poaceae. Wilde gerst komt van nature voor in Noord-Afrika, het Midden-Oosten, India en zuidwest China. Domesticatie heeft plaatsgevonden op twee tijdstippen. De eerste domesticatie vond 10.000 jaar geleden plaats in de Vruchtbare Sikkel en later nog een keer in een gebied verscheidene duizenden kilometers meer naar het oosten. De gerst geteeld in Europa en Amerika stamt af van de eerste domesticatie en die in Centraal Azië en in delen van het Verre Oosten van de tweede.
Wilde gerst is een eenjarige plant, die sterk op gerst lijkt, maar iets smallere bladeren, langere stengels, langere naalden, langere en slankere aar met een  broze aarspil en kleinere graankorrels heeft. De aar is tweerijig. De kafjes zijn net als bij gerst vergroeid met de graankorrel.